# Angelo Quaglia
Angelo Quaglia (Tarquinia, 28 de agosto de 1802 - Roma, 27 de agosto de 1872) foi um cardeal italiano do século XIX.

## Biografia
Nasceu em Tarquinia em 28 de agosto de 1802, Corneto (agora Tarquinia). Primeiro filho do conde Giacomo Quaglia (1774-1840) e da condessa Vittoria Bruschi (1777-1838), de Aspra Sabina. Ele tinha um irmão, Giuseppe, internado por doença mental no asilo de S. Margherita em Perugia de dezembro de 1840 até sua morte em 1866; e uma irmã, Maria Giustina, que em 1835 se casou com o conde Lucantonio Bruschi-Falgari de quem teve seis filhos, entre os quais Francesco, que foi nomeado herdeiro universal da família Quaglia.
Ele completou seus estudos de segundo grau no Seminário e colégio da Universidade La Sapienza, frequentando-os regularmente por apenas três anos acadêmicos (1825-1826, 1826-1827 e 1828-1829); obteve seu doutorado em direito canônico e civil em 1835, com claro atraso.
Foi ordenado sacerdote em 16 de julho de 1826, em Corneto, pelo cardeal Bonaventura Gazola, bispo de Montefiascone e Corneto. Trabalhou no estudo da SC do Concílio Trentino. Prelado referendário, 5 de setembro de 1833. Relator da SC do Bom Governo, 1834-1835. Prelado adjunto da SC do Concílio Trentino, 1835-1841. Eleitor do Tribunal da Assinatura Apostólica de Justiça, 1836-1839. Auditor da Sagrada Rota Romana, agosto de 1839 a 1852. Secretário da SC do Conselho Trentino, 18 de março de 1852 a 1861.
Criado cardeal sacerdote no consistório de 27 de setembro de 1861; recebeu um chapéu vermelho e o título de Ss. Andrea e Gregorio al Monte Celio, 30 de setembro de 1861. Prefeito da SC dos Bispos e Regulares e da Disciplina dos Religiosos, 23 de abril de 1863 até sua morte. Participou do Concílio Vaticano I, 1869-1870. Camerlengo do Sagrado Colégio dos Cardeais, 1871 até 23 de fevereiro de 1872.
Morreu em Roma em 27 de agosto de 1872, de apoplexia. Ele legou uma quantia anual para manter um abrigo para os convalescentes que, liberados do Hospital Cívico de Corneto, sua terra natal, ainda precisavam de assistência. Exposto na igreja de S. Maria na Via Lata, Roma, onde se realizou o funeral na manhã do dia 30 de agosto e sepultado no cemitério municipal de Corneto (2) . Um monumento funerário em sua memória foi erguido na igreja de Santa Maria Addolorata, em Corneto, projetado pelo arquiteto Virgilio Vespignani .